# أنواع الكويكبات الطيفية

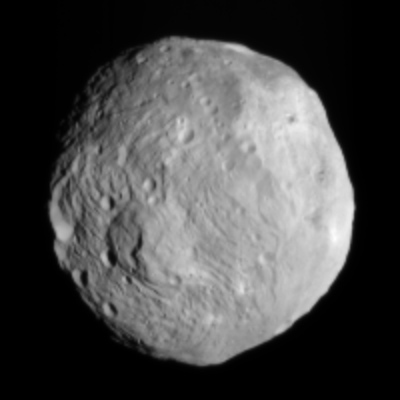
كويكب فيستا, تم تصويره من قبل المركبة الفضائية داون

الكويكبات يتم تصنيفها بناء على طيف الإصدار الضوئي الخاص بها أو على لونها أو على شدة بياضها، هذه الأنواع يعتقد أن تركيبتها الداخلية متشابهة مع المواد في سطحها وذلك للكويكبات الصغيرة. في الكويكبات الكبيرة مثل سيريس أو فيستا 4 معروف أن تركيبة باطنها تختلف عن سطحها.

## التصنيفات المعاصرة
التصنيفات المعاصرة في يومنا هذا قد بدأها كلارك تشامبان، ديفيد موريسون، بين زيلنير، وذلك في 1975  في ثلاثة تصنيفات واسعة:
- سي (C) للكويكبات الكربونية الداكنة،
- إس (S) للكويكبات المكونة من السيليكا،
- يو (U) للكويكبات التي ليست من الصنفين السابقين.

هذه التصنيفات قد تم توسيعها لتشمل أنواع كثيرة.
توجد بعض التصنيفات المخططة يعمل بها في يومنا هذا، وبعد السعي لوجود إتساق متبادل للتصنيفات للحرص على عدم تشتيت العمل، بعض الكويكبات صنفت على تصنيفات مختلفة بناء على مخططات محددة، وهذا بسبب اختلاف المعايير عند تحقيق اكتشاف علمي في هذا المجال.
التصنيفان الأشهران والمستخدمان بشكل واسع هما كالتالي:

### تصنيف ثولين
وهو ذو نطاق الاستخدام الأكثر منذ أكثر من عقد لـ دايفيد ثولين، تم إنشاؤه في 1984 , هذا التصنيف تم تطويره من خلال الطيف واسع النطاق من 0.31 حتى 1.06 , الذي تم اكتسابه من خلال المسح الثماني لألوان الكويكبات في ثمانينات القرن العشرين، مع اشراك لمقاييس البياض.
التصنيف تم إنشاؤه على عينة من الكويكبات كانت تبلغ 987 كويكب،
المخطط أو التصنيف يحتوي على 14 نوعاً مع أن الأغلبية العظمى للكويكبات تندرج تحت الفئات الواسعة الثلاث، مع بضعة فئات أصغر، هذا هو التصنيف للكويكبات مع أوضح مثال لكل تصنيف:

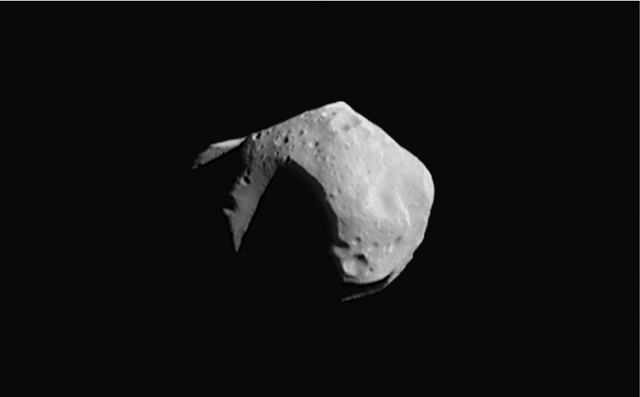
كويكب ماثالدي 253 وهو من النوع سي

- مجموعة الكويكبات سي (C-group) وهي الأجسام الكربونية الداكنة وتشمل:

النوع بي (B-type) (بالاس 2).

النوع أف (F-type) (إنتيرامينا 704).

النوع جي (G-type) (سيريس).

النوع سي (C-type) (هيجيا 10) وهو من النوع الأغلب المتبقي من الكويكبات القياسية من نوع سي.
- مجموعة الكويكبات أس (S-type) مثاله (جونو 3), وهي من كويكبات السيليكا الصخرية.
- مجموعة الكويكبات إكس (X-group) وهي كويكبات معدنية بالغالب وتشمل:

النوع أم (M-type) (سايكي 16), وهو جسم معدني ويعد ثالث أكثر الأنواع انتشاراً.

النوع إي (E-type) (باندورا 55), اختلافه عن النوع السابق غالباً في أنه أكثر بياضاً.

النوع باي (P-type) (بامبيرج 324) وهو يختلف عن سابقيه في أن بياضه أقل منهما.
هذا فيما يختص بالأنواع الكبيرة، أما بخصوص الأنواع الصغيرة فهي كالتالي:
النوع آي (A-type) (أيتيرنيتاس 446).

النوع دي (D-type) (هيكتور 624).

النوع تي (T-type) (إيجل 96).

النوع كيو (Q-type) (أبولو 1862).

النوع آر (R-type) (ديمبوسكا).

النوع في (V-type) (فيستا 4).

### تصنيف سماس أو (SMASS)
أو (Small Main-Belt Asteroid Spectroscopic Survey)
وهذا تصنيف أكثر حداثه من سابقه، قدمه شيلت بوس وريتشارد بينزيل في عام 2002 بناء على مسح مطيافية الكويكبات في حزام الكويكبات الرئيس، وتم مسح 1447 كويكب.
هذا المسح انتج طيف دقته أعلى بكثير من التصنيف السابق، وكان قادراً على حل أنواع عديدة من مشاكل الطيف السهمي، في هذا التصنيف تم استعمال موجه طولية أقصر من التصنيف السابق حيث تراوحت بين 0.44 حتى 0.92 , بالإضافة إلى أن البياض لم يتم أخذه بالحسبان.
في محاولة للإبقاء على نسق التصنيف الخاص بثولين قدر المستطاع بناء على المعطيات المدخلة، تم تصنيف الكويكبات في 24 نوعاً موجودة في الأسفل، والأغلبية العظمى منها كما في السابق اندرجت تحت ثلاثة أنواع وهي نوع سي ونوع إس ونوع إكس، بالإضافة إلى مجموعة أخرى من الكويكبات ذات الأجسام الغير معتادة تم تصنيفها إلى مجموعات أصغر.
التصنيف كما قدمه الباحثان كالتالي:
- مجموعة الكويكبات سي (C-group) وهي كويكبات تحتوي على الكربون وتشمل:

النوع بي (B-type) وهنا صنفاها بتداخل كبير بين النوع بي والنوع اف في تصنيف ثولين.

النوع سي (C-type)وهي المعيار للكويكبات التي لا تندرج تحت النوع بي.

سي جي (CG) سي اتش (CH) سي جي اتش (CGH), وهي كويكبات مشابهة لـ النوع جي في تصنيف ثولين.

سي بي (CB) وهي أنواع متحولة من النوع سي والنوع بي.
- مجموعة الكويكبات أس (S-type) وهي الكويكبات الصخرية وتشمل:

النوع آي (A-type).

النوع كيو (Q-type).

النوع آر (R-type). 

النوع كاي (K-type) فئة جديدة (إيوس 221). 

النوع أل (L-type) فئة جديدة (باتريكس 83). 

النوع أس (S-type) هو الكويكب المعيار للمجموعة اس. 

والأنواع اس آي (SA) واس كيو (SQ) واس آر (SR) واس كي (SK) واس ايي (SI).
- مجموعة الكويكبات إكس (X-group), وهي كويكبات معدنية بالأغلب، وتشمل:

النوع أكس (X-type). 

الأنواع إكس أي (XE) وإكس سي (XC) وإكس كي (XK). 

النوع تي (T-type). 

النوع دي (D-type). 

النوع إل دي (LD-type) نوع جديد فيه ملامح طيفية متطرفة للغاية عن النوع إل. 

النوع أو (O-type) مجموعة صغيرة مثالها (بوزنيموكوفا 3628). 

النوع في (V-type) مثاله (فيستا 4).
مجموعة كبيرة من الكويكبات وجد أنها تندرج تحت النوع كيو والنوع آر والنوع في، وهي ما مثلت عينة واحدة فقط في تصنيف ثولين.
بعض الأجرام القريبة من الأرض لديها اختلاف قوي في الطيف من تلك الموجودة في تصنيف سماس، ويحتمل أن يكون السبب هو أن هذه الأجرام أصغر بكثير من تلك التي رصدت في حزام الكويكبات وبالتالي لها سطح متغير منذ عمر قريب، أو أن تكون عبارة عن تشكيلة مركبة من معادن أقل.

## اقرأ أيضا
- تجوية فضائية

- كويكب 132524 APL
- 3122 فلورنس